# Allerød (municipio)
El municipio de Allerød (en danés, Allerød Kommune) es un municipio danés en el noreste de la isla de Selandia. Pertenece a la Región de la Capital. Su capital y mayor ciudad es Lillerød.
Los municipios vecinos de Allerød son Egedal al sur y oeste, Frederikssund al oeste, Hillerød al norte, Fredensborg al noreste, Hørsholm y Rudersdal al este y Furesø al sur.
El municipio fue creado en 2007 por la fusión de los antiguos municipios de Lillerød, Blovstrød og Lynge-Uggeløse. 
El nombre de Allerød está documentado desde 1260 como Alryth y podría significar "claro con alisos". Originalmente fue el nombre de una antigua granja en lo que hoy es la localidad de Lillerød.

## Localidades
En 2013, el municipio tiene una población total de 24.073 habitantes y contiene 5 localidades urbanas (byer, localidades con más de 200 habitantes), donde residen 22.570 habitantes. Otras 1.441 personas viven en áreas rurales y 62 no tienen residencia fija.
| Localidades más pobladas de Allerød |           |                  |
| Nº                                  | Localidad | Población (2013) |
| 1                                   | Lillerød  | 15.904           |
| 2                                   | Lynge     | 4.061            |
| 3                                   | Blovstrød | 2.195            |
| 4                                   | Nymølle   | 373              |
| 5                                   | Birkerød  | 37               |